# ترينت لوكيت
ترينت لوكيت (بالإنجليزية: Trent Lockett)‏ مواليد 10 ديسمبر 1990 في غولدن فالي، هو لاعب كرة سلة أمريكي. بدأ مسيرته الاحترافية في سنة 2013. يلعب في الدوري الإسباني لكرة السلة. يحمل الرقم 24. يبلغ طوله 6 قدم 5 بوصة (2.0 م).

## المسيرة الاحترافية
لعب مع نادي لوفين براونشفايغ لكرة السلة في موسم 2014–2015، ثم لعب مع أكويلا باسكت ترينتو في الدوري الإيطالي في موسم 2015–2016، ثم لعب مع نادي إشبيلية لكرة السلة في الدوري الإسباني في سنة 2016.

## روابط خارجية
- ترينت لوكيت على موقع الدوري الأوروبي لكرة السلة (الإنجليزية)
- ترينت لوكيت على موقع سبورتس رفرنس (الإنجليزية)
- ترينت لوكيت على موقع الدوري الإسباني لكرة السلة (الإسبانية)
- ترينت لوكيت على موقع كرة السلة الأوروبية.كوم (الإنجليزية)
- ترينت لوكيت على موقع كلية كرة السلة في سبورتس رفرنس.كوم (الإنجليزية)
- ترينت لوكيت على موقع ريلجم (الإنجليزية)
- ترينت لوكيت على موقع بروبوليرز (الإنجليزية)
- ترينت لوكيت على موقع سبورتس رفرنس (الإنجليزية)
- ترينت لوكيت على موقع سبورتس رفرنس (الإنجليزية)